# Jean Hardouin
Jean Hardouin (em latim: Johannes Harduinus; Quimper, 23 dezembro1646 – Paris, 3 setembro 1729) foi um jesuíta, filólogo, antiquário e erudito francês, lembrado por algumas opiniões ousadas sobre a não autenticidade de certas obras literárias, arqueológicas ou artísticas do passado e sobre a veracidade de alguns eventos históricos.

## Biografia
Desde menino teve paixão pela literatura graças à atividade de seu pai, livreiro de profissão. Em 1682 com dezesseis anos pediu e obteve a admissão na Companhia de Jesus. Em Paris, onde chegou para estudar teologia, em 1683 tornou-se bibliotecário do Lycée Louis-le-Grand de Paris e morreu nesta cidade em 1729.
Sua primeira publicação foi uma edição crítica das obras de Temistio (1684), que incluía nada menos que treze novas orações. A edição de Hardouin foi o texto padrão para os historiadores do século XVIII e foi usada, entre outros, por Edward Gibbon.  A conselho de Jean Garnier, trabalhou durante cinco anos na redução ad usum Delphini da Naturalis historia de Plínio. Além do trabalho editorial, interessou-se pela numismática e publicou inúmeros trabalhos sobre o assunto.
Hardouin foi nomeado pelas autoridades eclesiásticas para supervisionar o Conciliorum collectio regia maxima (1715), uma história dos Concílios. No entanto, foi acusado de ter ignorado documentos importantes e de ter inserido apócrifos e, por ordem do parlamento parisiense (na época em conflito com os jesuítas ) a publicação foi bloqueada. Somente após sua morte uma coleção de vários títulos chamados Opera varia foi publicada em Amsterdã em 1733. 

## Teorias controversas
Jean Hardouin é conhecido principalmente por ter sido o criador de algumas teorias bizarras, em particular aquela, contida em sua Chronologiae ex nummis antiquis restitutae (1696) e Prolegomena ad censuram veterum scriptorum, que considera falsos quase todos os clássicos da literatura  Grécia antiga e Roma antiga (exceto talvez Homero, Heródoto, Cícero, Plínio, o Velho, os Geórgicos de Virgílio e as Sátiras de Horácio ). Dizia que "Não só a literatura, mas também a maior parte das antigas obras de arte são uma falsificação: o Apolo do Belvedere, o Doryphoros de Polykleitos, a Coluna de Trajano: tudo artisticamente criado no século XIII por um certo Severo Arconzio, que com aquela celebração do paganismo tinha o desígnio de apagar do mundo o nome de Cristo".  Também foi assumido que, por Severus Arcontius, Hardouin significava Frederico II da Suábia. Hardouin negou a veracidade da maioria das antigas obras de arte, moedas e inscrições e argumentou, nos Prolegômenos (1729), que o Novo Testamento foi originalmente escrito em latim e não em grego.
Hardouin também acreditava que as atas da maioria dos antigos Concílios da Igreja e as obras de São Tomás e da maioria dos escolásticos eram falsas.
Embora as teorias de Hardouin fossem geralmente declaradas "loucas", elas eram apenas um exemplo extremo de uma tendência crítica mais ampla de seu tempo, seguindo autores como Baruch Spinoza, Thomas Hobbes ou Jean Daillé, que começaram a identificar e relatar atribuições incorretas ou datação de documentos medievais ou escritos da Igreja.
Hardouin também colocou Dante no século XV-XVI  e afirmou que o poeta era membro de sociedades secretas herméticas e heréticas.  O historiador Isaac-Joseph Berruyer teve sua Histoire du peuple de Dieu condenada por seguir essas teorias, que teve um seguidor moderno no matemático russo Anatoly Timofeevich Fomenko cujas conclusões, baseadas em seu próprio método de análise estatística textual e astronomia computacional, foram ainda mais radical, mas igualmente considerado pseudocientífico. 